# NGC 6628
NGC 6628 is een lensvormig sterrenstelsel in het sterrenbeeld Hercules. Het hemelobject werd op 6 juni 1864 ontdekt door de Duitse astronoom Albert Marth.

## Synoniemen
- UGC 11211
- MCG 4-43-29
- ZWG 142.41
- IRAS 18202+2327
- PGC 61790